# مصطفى آغابي طوبتشوباشوف
الأكاديمي «مصطفى آغابي طوبتشوباشوف» (1885 م- 1981 م)
جراح أذربيجاني مرموق. أحد مؤسسي أكاديمية العلوم الوطنية الأذربيجانية (1945 م)، وعضو عامل بها. عين نائبًا لرئيس أكاديمية العلوم الوطنية الأذربيجانية (فيما بين عامي 1951 م-
1956 م، وعامي 1969 م - 1981 م). وعضو عامل بأكاديمية العلوم الطبية بالاتحاد السوفيتي السابق عام (1960 م)، وعضو مراسل بأكاديمية العلوم بجمهورية بلغاريا الشعبية (1951 م)،
وحصل على لقب أكاديمي بأكاديمية العلوم الطبية بالاتحاد السوفيتي السابق عام (1960 م). عُين مديرًا للمعهد الطب التجريبي التابع لأكاديمية العلوم الوطنية (1945 م– 1948 م)، ورئيسا
للمجلس الأعلى الأذربيجاني بالاتحاد السوفيتي (فيما بين عامي 1955 م- 1959 م، وعامي 1967 م - 1971 م). وصاحب أسلوب تخدير «الأثير» في علم التخدير، حاصل على لقب
«الجدارة العلمية» عام (1940 م)، وعلى جائزة الدولة للاتحاد السوفيتي عام (1943 م).